# Якоб, Клаудио
Клаудио Ариэль Якоб (исп. Claudio Ariel Yacob; род. 18 июля 1987 года в Каркаранье) — аргентинский футболист, полузащитник.

## Биография
Якоб начал свою карьеру футболиста в клубе «Расинг», в основном составе которого дебютировал 8 ноября 2006 года.
24 июля 2012 года Якоб подписал контракт с клубом английской Премьер-лиги «Вест Бромвич Альбион». Дебютировал в Премьер-лиге против «Ливерпуля». В этом матче был признан лучшим игроком.
В 2018—2019 годах выступал за «Ноттингем Форест». В январе 2020 года перешёл в уругвайский  «Насьональ».

## Клубная карьера

### Вест Бромвич Альбион
24 июля 2012 года Якоб подписал трехлетний контракт с клубом Премьер-лиги «Вест Бромвич Альбион». Он стал свободным агентом после окончания пятилетнего сотрудничества с Racing Club de Avellaneda. Он дебютировал против «Ливерпуля», 18 августа в домашней победе со счетом 3:0, и Стюарт Джеймс из The Guardian назвал его «выдающимся» футболистом. В своем дебютном сезоне он наладил прочные партнерские отношения с полузащитником Юсуфом Мулумбу и выиграл награду «игрок месяца» в марте 2013 года.
Якоб забил свой первый гол "Вест Бромвича" 6 октября 2013 года, возглавив прострел Моргана Амальфитано и открыв ничью 1:1 с "Арсеналом" на стадионе "Хоторнс". Он был удален дважды в 2014–15: за фол на 29-й минуте против Диего Косты в поражении со счетом 2–0 от «Челси» 22 ноября и двойное предупреждение 7 марта при поражении 2–0. соперникам «Астон Виллы» в шестом раунде Кубка Англии.
Якоб подписал новый двухлетний контракт с Baggies 10 июля 2015 года. 29 сентября 2016 года он подписал еще одну сделку в форме двухлетнего контракта с возможностью заключения еще одного.
20 июня 2018 года было объявлено, что Якоб покинет Вест Бромвич по истечении срока его контракта.